# Freak Show/Freak Show Soundtrack
Pour les articles homonymes, voir Freakshow.
Albums de The Residents
The King & Eye
(1989) Our Finest Flowers
(1992)
Freak Show est le titre d'un album des Residents.

## Titres
édition classique :
1. Everyone Come to the Freak Show
2. Harry the Head
3. Herman the Human Mole
4. Wanda the Worm Woman
5. Jello Jack the Boneless Boy
6. Benny the Bouncing Bump
7. Mickey the Mumbling Midget
8. Lillie (uniquement dans l'édition européenne)
9. Nobody Laughs When They Leave

édition anniversaire :
Comprend des versions légèrement différentes des chansons ci-dessus, mais aussi des interventions du directeur du cirque, Tex, accompagnés de musique inédites.